# Il tatuaggio
Il tatuaggio (Tätowierung) è un film del 1967 diretto da Johannes Schaaf.

## Trama
Berlino Ovest. I signori Lohmann, una agiata coppia senza figli impegnata nel sociale, decidono di sottrarre il sedicenne Benno all'atmosfera violenta del riformatorio e di accoglierlo in casa. Poiché soltanto il lavoro può formare l'individuo, Benno lavorerà regolarmente come operaio nell'azienda familiare, una fabbrica di mosaici, e gli verranno assegnate delle mansioni da svolgere, cominciando dalle più umili. Nelle ore libere il ragazzo può fare delle passeggiate o frequentare la piscina, ma Benno sembra non apprezzare l'atteggiamento tollerante e ragionevole dei Lohmann, stenta ad inserirsi e abbandona anche il lavoro di apprendista chef che il padre adottivo gli aveva procurato. Le sue intemperanze continuano ad essere accettate senza drammi, come se fossero previste. Anche quando Rudolph, fratello del signor Lohmann, gli offre la possibilità di lavorare nel suo negozio di tappeti, Benno ne approfitta per rubare un tappeto e perde il lavoro, ma Lohmann considera anche questa un'opportunità didattica e si dimostra disposto alla comprensione: paga in contanti il prezzo del tappeto e tratterrà dallo stipendio del ragazzo una quota mensile fino a estinzione del debito. Benno a questo punto si rifugia fra i vecchi compagni e vorrebbe tornare in riformatorio, ma non è più possibile.
Nella casa dei Lohmann vive anche una loro nipote, Gaby, e tutti insieme vanno a visitare il muro di Berlino: nel tragitto, il giovane insofferente attraversa la strada sfidando il traffico invece di seguire il padre adottivo nel sottopassaggio; poi, per sfida, lancia oltre il muro un rastrello che, andando a colpire il filo spinato elettrificato, fa scattare i sistemi di allarme. La sera successiva, l'inquieta Gaby si concede a Benno; questi pensa di aver trovato un rifugio nell'amore ma la ragazza non è realmente interessata a lui, tanto che il giorno dopo lui la vede entrare, capricciosa ed egoista, nell'auto di uno sconosciuto. Preso dallo sconforto, spara a bruciapelo un colpo al padre adottivo uccidendolo, poi si fa trovare dalla polizia mentre fa il bagno in piscina completamente nudo, in segno di irriverenza verso l'autorità.

## Produzione
Il film, lungometraggio di debutto del regista Johannes Schaaf, fu girato nei capannoni della Puhl & Wagner, importante manifattura berlinese di mosaici scelta dallo scenografo Götz Heymann come location principale. La fabbrica, costruita dall'architetto Franz Schwechten, fu demolita un anno dopo le riprese per far posto a una strada.
Emblematica pellicola che anticipava in qualche modo le proteste dei movimenti studenteschi di quegli anni, venne proiettata in concorso alla Berlinale del 1967 ma senza successo. Fu selezionata anche fra i candidati all'Oscar come miglior film in lingua straniera ma non entrò nella cinquina finale. L'anno successivo tuttavia le fu assegnato un premio di 400 000 marchi come miglior film dell'anno e due premi, rispettivamente al regista e all'attore Alexander May.   

## Riconoscimenti
- 1968:
  - Lola al miglior film
  - Filmband in Gold a Alexander May come miglior attore non protagonista
  - Filmband in Gold a Johannes Schaaf come miglior regista